# Corigliano Volley 2014-2015
Questa voce raccoglie le informazioni riguardanti il Corigliano Volley nelle competizioni ufficiali della stagione 2014-2015.

## Stagione
La stagione 2014-15 è per il Corigliano Volley, sponsorizzato dal Caffè Aiello, la quarta consecutiva in Serie A2; come allenatore viene scelto Daniele Ricci, sostituito a stagione in corso dal suo vice, Tony Bove, mentre la rosa è quasi del tutto cambiata: le poche conferme riguardano infatti solamente Daniele Casciaro e Giacomo Tomasello. Tra i nuovi acquisti spiccano quelli di Felipe Banderó, Fiorenzo Colarusso, Michal Hrazdíra, Marco Izzo, Romolo Mariano, Samuel Walker, Michael Menicali e Davidson Lampariello, quest'ultimo arrivato a stagione in corso, mentre tra le cessioni si registrano quelle di Luca Borgono, Matej Černič, Marco Fabroni, Simmaco Tartaglione, Matteo Bortolozzo e Lincoln Williams.
Fino alla giornata di campionato il Corigliano Volley vince tutte le partite disputate in casa e perde quelle in trasferta: dalla nona giornata e per tutto il resto del girone di andata, la squadra calabrese ottiene esclusivamente successi, quattro consecutivi, che la portano al terzo posto in classifica, qualificandola per la Coppa Italia di categoria. Nelle prime quattro giornate del girone di ritorno invece si aggiudica le partite disputate in trasferta per perdere quelle in casa: seguono poi quattro stop consecutivi, prima di vincere due partite di fila e concludere la regular season con la sconfitta contro la Callipo Sport, classificandosi al quarto posto. Nei play-off promozione supera i quarti di finale in due gare, battendo la Libertas Brianza, mentre riesce ad accedere alla serie finale, grazie alla vittoria delle semifinali, in tre gare, sulla Pallavolo Impavida Ortona: nell'ultimo atto del campionato, dopo aver vinto gara 1, perde le tre successive contro il Volley Potentino: sfuma quindi la possibilità di essere promossa in Serie A1.
Grazie al terzo posto al termine del girone di andata della Serie A2 2014-15 il Corigliano Volley partecipa alla Coppa Italia di Serie A1: dopo aver superato nei quarti di finale la Pallavolo Matera Bulls, il club di Corigliano Calabro viene eliminato dalla competizione a causa della sconfitta nelle semifinali per 3-1 contro il Potentino Volley.

## Organigramma societario
Area direttiva
- Presidente: Gennaro Cilento
- Vicepresidente: Natale Gallo
- Segreteria generale: Silvia Manfrinato, Alessandro Sosto

Area organizzativa
- Direttore sportivo: Giuseppe De Patto

Area tecnica
- Allenatore: Daniele Ricci (fino al 3 marzo 2015), Tony Bove (dal 4 marzo 2015)
- Allenatore in seconda: Tony Bove (fino al 3 marzo 2015), Pasquale Bosco (dal 25 marzo 2015)
- Scout man: Roberto Casciaro

Area comunicazione
- Ufficio stampa: Johnny Fusca
- Area comunicazione: Matteo Monte

Area marketing
- Ufficio marketing: Nunzia Muoio

Area sanitaria
- Medico: Carmine Sprovieri
- Preparatore atletico: Elmiro Trombino
- Fisioterapista: Andrea Fabbricatore
- Ortopedico: Gabriele Tavolieri
- Osteopata: Vincenzo Mastrangelo
- Nutrizionista: Claudio Pecorella

## Rosa
| N° | Nome                 | Ruolo | Data di nascita   | Nazionalità sportiva |
| -- | -------------------- | ----- | ----------------- | -------------------- |
| 1  | Michal Hrazdíra      | S     | 21 ottobre 1985   | Rep. Ceca            |
| 2  | Davidson Lampariello | S     | 16 ottobre 1980   | Italia               |
| 3  | Lorenzo Calonico     | S     | 28 settembre 1981 | Italia               |
| 5  | Marco Izzo           | P     | 17 novembre 1994  | Italia               |
| 7  | Filippo Taliani      | L     | 22 gennaio 1989   | Italia               |
| 8  | Daniele Casciaro     | L     | 30 gennaio 1993   | Italia               |
| 9  | Giacomo Tomasello    | C     | 6 novembre 1976   | Italia               |
| 10 | Felipe Banderó       | S/O   | 12 giugno 1988    | Brasile              |
| 12 | Romolo Mariano       | S     | 18 dicembre 1991  | Italia               |
| 13 | Samuel Walker        | S     | 19 febbraio 1995  | Australia            |
| 14 | Giuseppe Filomena    | S     | 10 maggio 1996    | Italia               |
| 15 | Daniele Lavia        | S     | 4 novembre 1999   | Italia               |
| 16 | Michael Menicali     | C     | 8 marzo 1990      | Italia               |
| 18 | Fiorenzo Colarusso   | P     | 10 maggio 1994    | Italia               |

## Mercato
| Acquisti | Acquisti             | Acquisti        | Acquisti   |
| R.       | Nome                 | da              | Modalità   |
| -------- | -------------------- | --------------- | ---------- |
| S/O      | Felipe Banderó       | Lugano          | definitivo |
| C        | Lorenzo Calonico     | Olbia           | definitivo |
| P        | Fiorenzo Colarusso   | Brolo           | definitivo |
| S        | Giuseppe Filomena    | ?               | definitivo |
| S        | Michal Hrazdíra      | ASUL Lyon       | definitivo |
| P        | Marco Izzo           | Molfetta        | definitivo |
| S        | Davidson Lampariello | Bento Gonçalves | definitivo |
| S        | Daniele Lavia        | Rossano         | definitivo |
| S        | Romolo Mariano       | Lugano          | definitivo |
| C        | Michael Menicali     | Cagliari        | definitivo |
| L        | Filippo Taliani      | Cagliari        | definitivo |
| S        | Samuel Walker        | Linköpings      | definitivo |

| Cessioni | Cessioni            | Cessioni           | Cessioni   |
| R.       | Nome                | a                  | Modalità   |
| -------- | ------------------- | ------------------ | ---------- |
| S        | Luca Borgogno       | BluVolley Verona   | definitivo |
| C        | Matteo Bortolozzo   | Matera Bulls       | definitivo |
| S        | Matej Černič        | Matera Bulls       | definitivo |
| P        | Marco Fabroni       | Argos              | definitivo |
| C        | Roberto Festi       | Tuscania           | definitivo |
| S/O      | Andrea Galaverna    | Powervolley Milano | definitivo |
| L        | Roberto Rivan       | Sant'Anna          | definitivo |
| S        | Giorgio Russo       | Sapri              | definitivo |
| L        | Marco Santucci      | Argos              | definitivo |
| S/O      | Simmaco Tartaglione | Potentino          | definitivo |
| P        | Lorenzo Tosi        | La Spezia          | definitivo |
| S/O      | Lincoln Williams    | Audentese          | definitivo |

## Risultati

### Serie A2

#### Girone di andata
| 1ª giornata - 19 ottobre 2014 PalaCorigliano, Corigliano Calabro     | Corigliano Volley | 3 - 2 | Materdomini       | 25-22, 25-20, 21-25, 21-25, 15-13 |
| 2ª giornata - 26 ottobre 2014 PalaPolsinelli, Sora                   | Argos             | 3 - 2 | Corigliano Volley | 21-25, 25-22, 25-21, 12-25, 17-15 |
| 3ª giornata - 2 novembre 2014 PalaCorigliano, Corigliano Calabro     | Corigliano Volley | 3 - 1 | Tricolore         | 25-23, 20-25, 25-22, 29-27        |
| 4ª giornata - 9 novembre 2014 PalaCorigliano, Corigliano Calabro     | Corigliano Volley | 3 - 0 | Atlantide Brescia | 25-22, 28-26, 25-23               |
| 5ª giornata - 16 novembre 2014 Palasport Comunale, Ortona            | Impavida Ortona   | 3 - 0 | Corigliano Volley | 25-16, 25-22, 25-20               |
| 6ª giornata - 23 novembre 2014 PalaCorigliano, Corigliano Calabro    | Corigliano Volley | 3 - 0 | Potentino         | 25-20, 27-25, 27-25               |
| 7ª giornata - 30 novembre 2014 PalaSassi, Matera                     | Matera Bulls      | 3 - 0 | Corigliano Volley | 25-23, 27-25, 25-20               |
| 8ª giornata - 7 dicembre 2014 PalaCorigliano, Corigliano Calabro     | Corigliano Volley | 3 - 1 | Libertas Brianza  | 27-25, 25-19, 16-25, 25-19        |
| 9ª giornata - 14 dicembre 2014 Palazzetto dello Sport, Montefiascone | Tuscania          | 0 - 3 | Corigliano Volley | 26-28, 17-25, 20-25               |
| 10ª giornata - 21 dicembre 2014 Palazzetto dello Sport, Tricase      | Alessano          | 0 - 3 | Corigliano Volley | 18-25, 22-25, 23-25               |
| 11ª giornata - 26 dicembre 2014 PalaCorigliano, Corigliano Calabro   | Corigliano Volley | 3 - 1 | Callipo           | 25-20, 20-25, 25-22, 25-11        |

#### Girone di ritorno
| 12ª giornata - 3 gennaio 2015 PalaGrotte, Castellana Grotte        | Materdomini       | 0 - 3 | Corigliano Volley | 21-25, 22-25, 23-25               |
| 13ª giornata - 11 gennaio 2015 PalaCorigliano, Corigliano Calabro  | Corigliano Volley | 2 - 3 | Argos             | 25-22, 25-22, 19-25, 20-25, 13-15 |
| 14ª giornata - 18 gennaio 2015 PalaBigi, Reggio nell'Emilia        | Tricolore         | 2 - 3 | Corigliano Volley | 23-25, 25-17, 25-19, 20-25, 13-15 |
| 15ª giornata - 24 gennaio 2015 PalaSanFilippo, Brescia             | Atlantide Brescia | 2 - 3 | Corigliano Volley | 25-21, 18-25, 25-20, 10-25, 12-15 |
| 16ª giornata - 1º febbraio 2015 PalaCorigliano, Corigliano Calabro | Corigliano Volley | 1 - 3 | Impavida Ortona   | 25-18, 29-31, 25-27, 19-25        |
| 17ª giornata - 15 febbraio 2015 PalaPrincipi, Potenza Picena       | Potentino         | 3 - 1 | Corigliano Volley | 25-21, 20-25, 25-19, 25-21        |
| 18ª giornata - 22 febbraio 2015 PalaCorigliano, Corigliano Calabro | Corigliano Volley | 1 - 3 | Matera Bulls      | 22-25, 23-25, 25-21, 22-25        |
| 19ª giornata - 1º marzo 2015 PalaParini, Cantù                     | Libertas Brianza  | 3 - 1 | Corigliano Volley | 23-25, 25-15, 25-18, 25-15        |
| 20ª giornata - 8 marzo 2015 PalaCorigliano, Corigliano Calabro     | Corigliano Volley | 3 - 0 | Tuscania          | 27-25, 25-17, 25-21               |
| 21ª giornata - 15 marzo 2015 PalaCorigliano, Corigliano Calabro    | Corigliano Volley | 3 - 0 | Alessano          | 25-13, 25-21, 25-13               |
| 22ª giornata - 22 marzo 2015 PalaValentia, Vibo Valentia           | Callipo           | 3 - 0 | Corigliano Volley | 25-20, 25-19, 25-18               |

#### Play-off promozione
| Quarti di finale (gara 1) - 29 marzo 2015 PalaCorigliano, Corigliano Calabro | Corigliano Volley | 3 - 0 | Libertas Brianza  | 25-22, 28-26, 25-21        |
| Quarti di finale (gara 2) - 5 aprile 2015 PalaParini, Cantù                  | Libertas Brianza  | 1 - 3 | Corigliano Volley | 26-28, 25-20, 23-25, 20-25 |
| Semifinali (gara 1) - 12 aprile 2015 Palasport Comunale, Ortona              | Impavida Ortona   | 0 - 3 | Corigliano Volley | 23-25, 21-25, 14-25        |
| Semifinali (gara 2) - 15 aprile 2015 PalaCorigliano, Corigliano Calabro      | Corigliano Volley | 3 - 1 | Impavida Ortona   | 18-25, 25-20, 25-15, 25-15 |
| Semifinali (gara 3) - 19 aprile 2015 Palasport Comunale, Ortona              | Impavida Ortona   | 0 - 3 | Corigliano Volley | 23-25, 21-25, 14-25        |
| Finale (gara 1) - 1º maggio 2015 PalaPrincipi, Potenza Picena                | Potentino         | 1 - 3 | Corigliano Volley | 21-25, 23-25, 25-23, 20-25 |
| Finale (gara 2) - 5 maggio 2015 PalaCorigliano, Corigliano Calabro           | Corigliano Volley | 1 - 3 | Potentino         | 28-26, 16-25, 21-25, 17-25 |
| Finale (gara 3) - 9 maggio 2015 PalaPrincipi, Potenza Picena                 | Potentino         | 3 - 0 | Corigliano Volley | 25-20, 25-23, 25-17        |
| Finale (gara 4) - 12 maggio 2015 PalaCorigliano, Corigliano Calabro          | Corigliano Volley | 1 - 3 | Potentino         | 26-28, 25-22, 24-26, 21-25 |

### Coppa Italia di Serie A2

#### Fase a eliminazione diretta
| Quarti di finale - 7 gennaio 2015 PalaCorigliano, Corigliano Calabro | Corigliano Volley | 3 - 1 | Matera Bulls | 25-13, 23-25, 25-18, 26-24 |
| Semifinali - 7 febbraio 2015 PalaTricalle, Chieti                    | Corigliano Volley | 1 - 3 | Potentino    | 16-25, 25-21, 22-25, 12-15 |

## Statistiche

### Statistiche di squadra
| Competizione             | Punti | In casa | In casa | In casa | In trasferta | In trasferta | In trasferta | Totale | Totale | Totale |
| Competizione             | Punti | G       | V       | P       | G            | V            | P            | G      | V      | P      |
| ------------------------ | ----- | ------- | ------- | ------- | ------------ | ------------ | ------------ | ------ | ------ | ------ |
| Serie A2                 | 38    | 15      | 10      | 5       | 16           | 9            | 7            | 31     | 19     | 12     |
| Coppa Italia di Serie A2 | -     | 1       | 1       | 0       | -            | -            | -            | 2      | 1      | 1      |
| Totale                   | -     | 16      | 11      | 5       | 16           | 9            | 7            | 33     | 20     | 13     |

G = partite giocate; V = partite vinte; P = partite perse

### Statistiche dei giocatori
| Giocatore      | Serie A2 | Serie A2 | Serie A2 | Serie A2 | Serie A2 | Coppa Italia di Serie A2 | Coppa Italia di Serie A2 | Coppa Italia di Serie A2 | Coppa Italia di Serie A2 | Coppa Italia di Serie A2 | Totale | Totale | Totale | Totale | Totale |
| Giocatore      | P        | PT       | AV       | MV       | BV       | P                        | PT                       | AV                       | MV                       | BV                       | P      | PT     | AV     | MV     | BV     |
| -------------- | -------- | -------- | -------- | -------- | -------- | ------------------------ | ------------------------ | ------------------------ | ------------------------ | ------------------------ | ------ | ------ | ------ | ------ | ------ |
| F. Banderó     | 31       | 594      | 496      | 51       | 47       | 2                        | 43                       | 34                       | 5                        | 4                        | 33     | 637    | 530    | 56     | 51     |
| L. Calonico    | 30       | 151      | 92       | 43       | 16       | 2                        | 3                        | 1                        | 1                        | 1                        | 32     | 154    | 93     | 44     | 17     |
| D. Casciaro    | 12       | -        | -        | -        | -        | 0                        | -                        | -                        | -                        | -                        | 12     | -      | -      | -      | -      |
| F. Colarusso   | 13       | 2        | 0        | 2        | 0        | 1                        | 0                        | 0                        | 0                        | 0                        | 14     | 2      | 0      | 2      | 0      |
| G. Filomena    | 1        | 0        | 0        | 0        | 0        | -                        | -                        | -                        | -                        | -                        | 1      | 0      | 0      | 0      | 0      |
| M. Hrazdíra    | 28       | 345      | 295      | 23       | 27       | 2                        | 29                       | 25                       | 3                        | 1                        | 30     | 374    | 320    | 26     | 28     |
| M. Izzo        | 31       | 104      | 36       | 48       | 20       | 2                        | 10                       | 2                        | 7                        | 1                        | 33     | 114    | 38     | 55     | 21     |
| D. Lampariello | 12       | 0        | 0        | 0        | 0        | -                        | -                        | -                        | -                        | -                        | 12     | 0      | 0      | 0      | 0      |
| D. Lavia       | 24       | 13       | 7        | 3        | 3        | 2                        | 1                        | 0                        | 0                        | 1                        | 26     | 14     | 7      | 3      | 4      |
| R. Mariano     | 31       | 329      | 254      | 48       | 27       | 2                        | 24                       | 20                       | 2                        | 2                        | 33     | 353    | 274    | 50     | 29     |
| M. Menicali    | 30       | 209      | 123      | 69       | 17       | 2                        | 15                       | 9                        | 6                        | 0                        | 32     | 224    | 132    | 75     | 17     |
| F. Taliani     | 14       | -        | -        | -        | -        | 2                        | -                        | -                        | -                        | -                        | 16     | -      | -      | -      | -      |
| G. Tomasello   | 20       | 79       | 41       | 35       | 3        | 2                        | 9                        | 3                        | 6                        | 0                        | 22     | 88     | 44     | 41     | 3      |
| S. Walker      | 28       | 58       | 45       | 10       | 3        | 2                        | 4                        | 3                        | 1                        | 0                        | 30     | 62     | 48     | 11     | 3      |

P = presenze; PT = punti totali; AV = attacchi vincenti; MV = muri vincenti; BV = battute vincenti